# Inspektionsskibet Diana
Diana er et inspektionsskib, der blev bygget i Holland og søsat i 1916. Maskineriet var på 400 HK.

## Tekniske data

### Generelt
- Længde: 35,5 m
- Bredde:  6,6 m
- Dybgang: 3,0 m
- Deplacement: 288 tons
- Fart: 11,0 knob
- Besætning: 26

### Armering
- Artilleri: 2 styk 47 mm kanoner.

## Tjeneste
- Indgået i Marinen i 1917 og anvendt til vagttjeneste ved Skagen. Efter første verdenskrig gjorde Diana tjeneste som fiskeriinspektionsskib. Udgået i 1935.